# Mercy (film 2016)
Mercy è un film del 2016 diretto da Chris Sparling.
Pellicola horror-thriller sceneggiata dallo stesso regista Chris Sparling.

## Trama
Sulla soglia di una sperduta casa di campagna il Dr. Turner discute con George della malattia di sua moglie Grace proponendogli una facile soluzione per eliminare le sue sofferenze. Quest'ultimo accetta di prendere la borsa contenente il rimedio e le istruzioni per l'erogazione al solo scopo di far allontanare il medico per poi buttarla nel cassonetto della cucina.
Nella casa vive anche una coppia di fratelli, figli di Grace e George, e quest'ultimo, alla presenza di tutti, una sera ammonisce sul fatto che, tramite un escamotage, loro riceveranno, tramite egli stesso, l'intera eredità della moglie che lei aveva a sua volta ereditato dal primo marito, e che è sua intenzione escludere i loro fratellastri dalla cosa (figli della stessa madre ma con altro padre). Questi due fratelli, dopo molto tempo, stanno tornando proprio in quel giorno a casa per assistere la madre morente. Una volta riuniti, le divisioni tra i vari membri della famiglia risultano palpabili e accresciute dalla presenza di una ragazza, Melissa, al seguito di Brad. 
Mentre scende la notte, dei vecchi segreti di famiglia iniziano ad affiorare mettendo alla prova i loro legami e creando un'atmosfera quasi insopportabile che culmina quando, a notte fonda, un numero non precisato di persone mascherate con dei passamontagna si introduce nella casa nel tentativo di dare "pietà" a Grace. Si scopre essere questi i membri della chiesa cui appartiene la stessa Grace ancora costretta a letto, i quali esortano uno dei fratelli sopravvissuto ai loro attacchi, nonché Bred, a somministrarle la cura. Infine, uno di essi, il Dr. Turner che si era presentato all'inizio al portone di casa, dopo aver condotto fuori dalla dimora Grace, per non lasciare testimoni completa il lavoro uccidendo Bred.

## Distribuzione
Il film è stato presentato in anteprima mondiale al Los Angeles Film Festival il 4 giugno 2016 per poi essere distribuito da Netflix il 22 novembre 2016.

## Accoglienza
Carter Lee per Inquisitr descrive l'opera come molto lenta e incapace di creare connessioni emotive con gli spettatori.